# Église Notre-Dame-de-l'Assomption de Fanjeaux
L'église Notre-Dame-de-l'Assomption de Fanjeaux est une église située sur la commune de Fanjeaux, dans le département français de l'Aude en région Occitanie.
Elle a fait l'objet de deux classements distincts au titre des monuments historiques : tout d'abord le clocher le 20 juillet 1908 puis l'ensemble de l'église le 19 mars 1921.

## Localisation
L'église est située sur la commune de Fanjeaux, dans le département français de l'Aude.

## Historique
L'édifice est classé au titre des monuments historiques, le 20 juillet 1908 pour le clocher, et le  19 mars 1921 pour l'ensemble de l'église.